# Dorfkirche Seddin (Seddiner See)

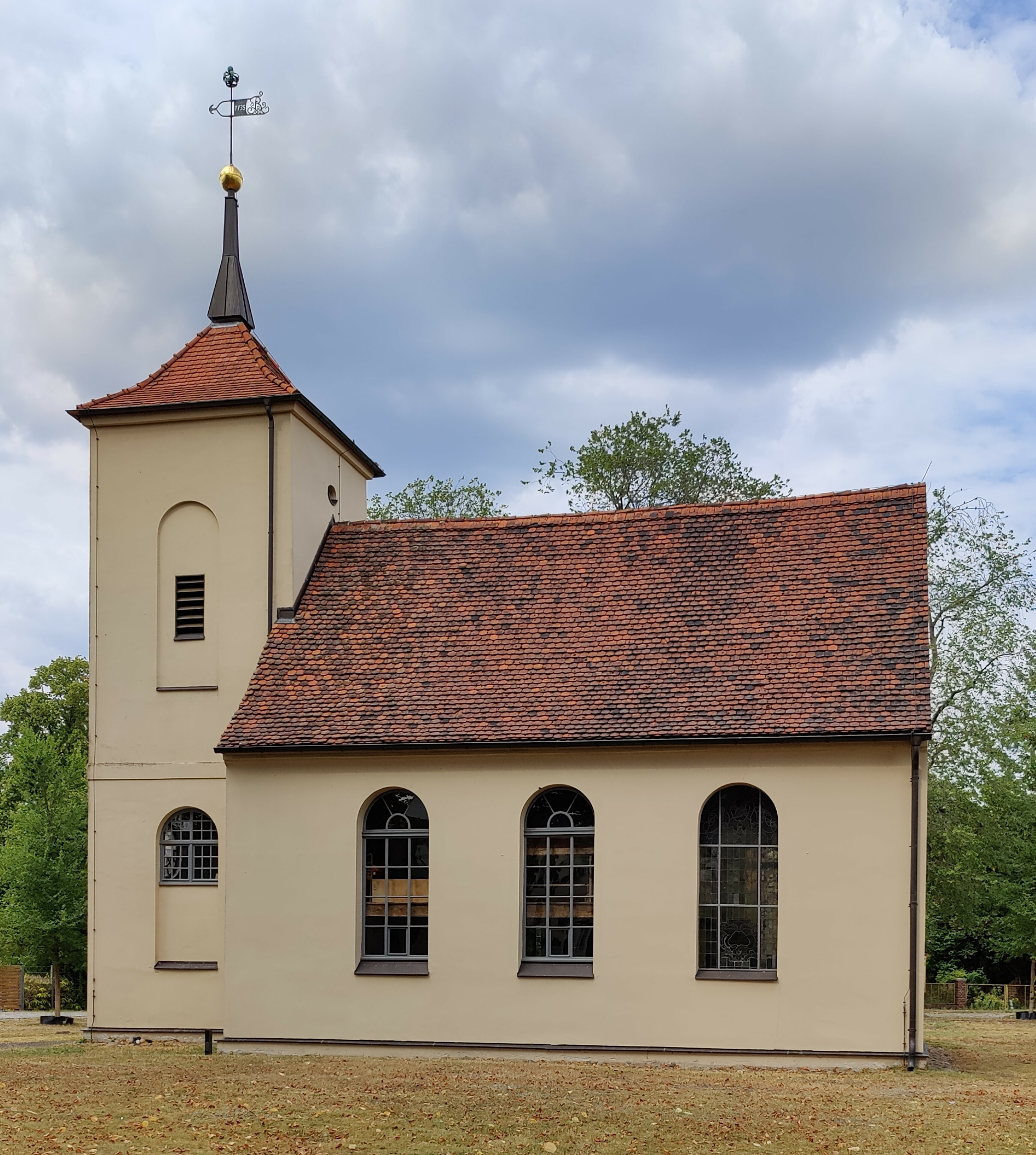
Dorfkirche Seddin

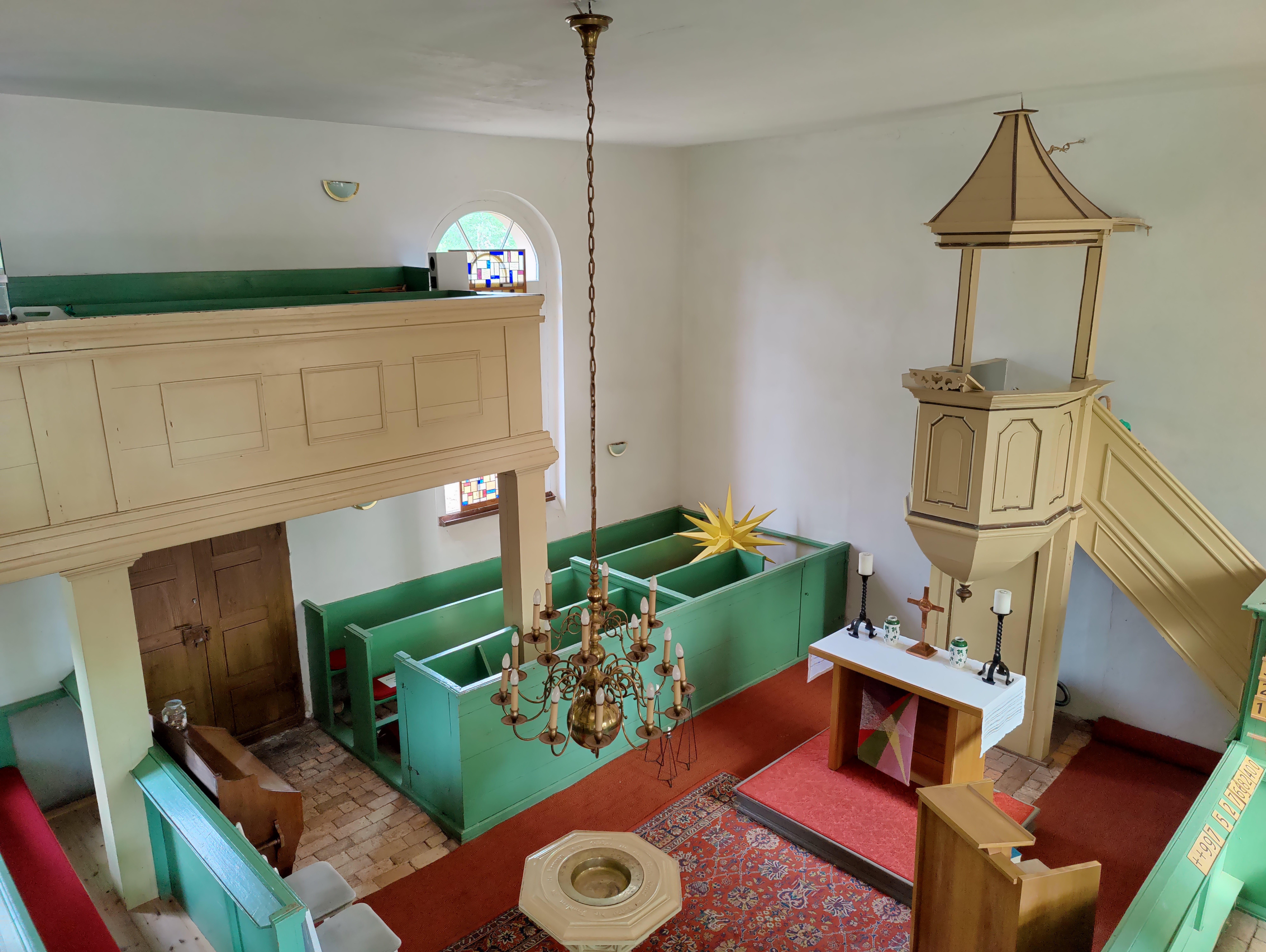
Innenraum (2022)

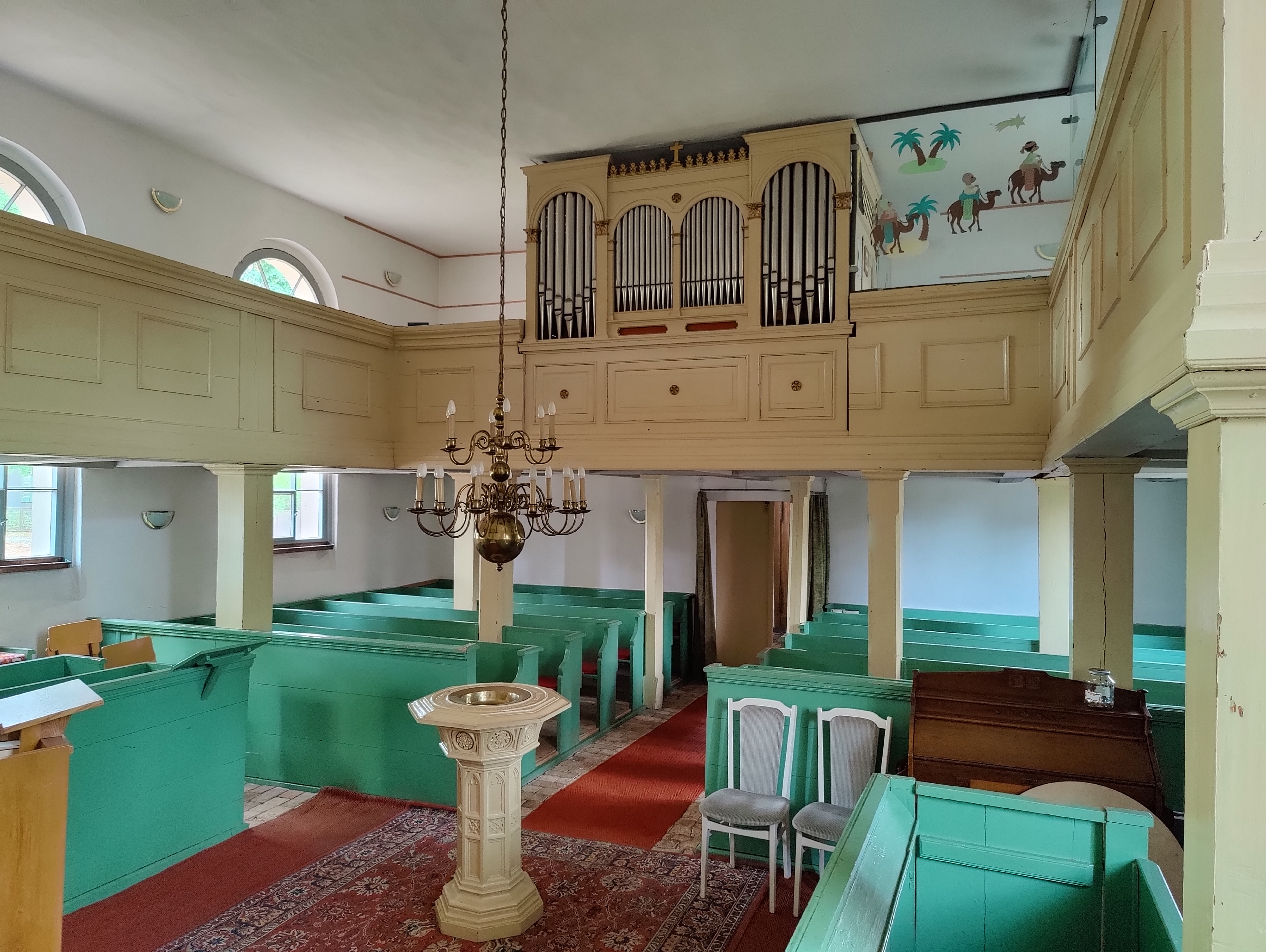
Blick zur Orgel

Die evangelische Dorfkirche Seddin ist eine Saalkirche in Seddin, einem Ortsteil der Gemeinde Seddiner See im Landkreis Potsdam-Mittelmark im Land Brandenburg. Die Kirchengemeinde gehört zum Kirchenkreis Mittelmark-Brandenburg der Evangelischen Kirche Berlin-Brandenburg-schlesische Oberlausitz.

## Lage
Das Bauwerk steht im historischen Ortskern auf einem Anger, der von der umlaufenden Straße Kirchplatz erschlossen wird. Die Fläche ist nicht eingefriedet.

## Geschichte
Der Sakralbau wurde im Jahr 1735 errichtet.

## Baubeschreibung
Das gesamte Bauwerk wurde überwiegend aus Mauersteinen errichtet, die hell verputzt sind. Der Chor ist gerade und nicht eingezogen. An der Ostseite ist mittig eine segmentbogenförmige Blende, die zu einer früheren Zeit als Fenster gedient haben könnte. Im Giebel ist mittig ein kleines, rechteckiges Fenster.
Das Kirchenschiff hat einen rechteckigen Grundriss. An der Südseite sind drei große, segmentbogenförmige Fenster, die gleichmäßig über die Fassade verteilt wurden. An der Nordseite sind zwei derartige Fenster sowie mittig eine rechteckige Pforte.
Der Westturm ist quadratisch und eingezogen. Er kann durch eine große, rechteckige Pforte von Westen her betreten werden. Sie ist in eine Nische eingebaut; darüber ein großes Ochsenauge mit einem gedrückt-segmentbogenförmigen Abschluss. An der Nord- und Südseite ist im Erdgeschoss eine weitere Blende, in die an der Südseite ein hochgesetztes Fenster eingearbeitet wurde. Darüber ist ein breites Gesims mit dem Turmgeschoss sowie weiteren Blenden an der Nord-, West- und Südseite mit einer jeweils darin eingearbeiteten, rechteckigen Klangarkade. An der Ostseite ist oberhalb des Dachfirsts des Kirchenschiffs eine ovale Öffnung. Der Turm schließt mit einem Pyramidendach mit Turmkugel und Wetterfahne ab.

## Ausstattung
Die Kirchenausstattung wird im Dehio-Handbuch als „bauzeitlich“ beschrieben. Dazu gehören ein polygonaler Kanzelkorb sowie eine Hufeisenempore.
Die Orgel mit 9 Registern auf einem Manual und Pedal wurde 1882 von Carl Eduard Gesell erbaut. 1983–1984 erfolgte eine Instandsetzung durch den VEB Potsdamer Schuke-Orgelbau.
Das Bauwerk ist in seinem Innern flach gedeckt.